# Адміністративний устрій Локачинського району
Адміністративний устрій Локачинського району — адміністративно-територіальний поділ Локачинського району Волинської області на 1 селищну і 19 сільських рад, що об'єднують 54 населені пункти та підпорядковані Локачинській районній раді. Адміністративний центр — місто Локачі.

## Адміністративний устрій після 2015 року

### Список громад
| № | Назва                          | Центр       | Населені пункти | Площа км² | Місце за площею | Населення (2001), чол. | Місце за населенням |
| - | ------------------------------ | ----------- | --- | --------- | --------------- | ---------------------- | ------------------- |
| 1 | Війницька сільська громада     | с. Війниця  | с. Війниця с. Губин с. Запуст с. Михайлівка с. Озютичі с. Павловичі с. Тумин |           |                 |                        |                     |
| 2 | Затурцівська сільська громада  | с. Затурці  | с. Затурці с. Великий Окорськ с. Вілька-Садівська с. Войнин с. Гранатів с. Журавець с. Зубильне с. Квасовиця с. Кисилин с. Малий Окорськ с. Маньків с. Мовчанів с. Садівські Дубини с. Семеринське с. Сірнички с. Твердині с. Холопичі с. Шельвів с. Юнівка |           |                 |                        |                     |
| 3 | Привітненська сільська громада | с. Привітне | с. Білопіль с. Бубнів с. Колпитів с. Коритниця с. Кути с. Линів с. Привітне |           |                 |                        |                     |

### Список рад
| № | Назва                          | Центр             | Населені пункти                                | Площа км² | Місце за площею | Населення (2001), чол. | Місце за населенням |
| - | ------------------------------ | ----------------- | ---------------------------------------------- | --------- | --------------- | ---------------------- | ------------------- |
| 1 | Локачинська селищна рада       | смт Локачі        | смт Локачі                                     |           |                 |                        |                     |
| 2 | Дорогиничівська сільська рада  | с. Дорогиничі     | с. Дорогиничі с. Низькі Цевеличі с. П'ятикори  |           |                 |                        |                     |
| 3 | Замличівська сільська рада     | с. Замличі        | с. Замличі с. Бермешів с. Залужне              |           |                 |                        |                     |
| 4 | Заячицівська сільська рада     | с. Заячиці        | с. Заячиці с. Кремеш                           |           |                 |                        |                     |
| 5 | Козлівська сільська рада       | с. Козлів         | с. Козлів с. Роговичі с. Твориничі с. Цевеличі |           |                 |                        |                     |
| 6 | Конюхівська сільська рада      | с. Конюхи         | с. Конюхи с. Защитів                           |           |                 |                        |                     |
| 7 | Крухиничівська сільська рада   | с. Крухиничі      | с. Крухиничі                                   |           |                 |                        |                     |
| 8 | Марковичівська сільська рада   | с. Марковичі      | с. Марковичі с. Міжгір'я                       |           |                 |                        |                     |
| 9 | Старозагорівська сільська рада | с. Старий Загорів | с. Старий Загорів с. Новий Загорів с. Хорів    |           |                 |                        |                     |

## Адміністративний устрій до 2015 року
Локачинський район Волинської області до адміністративно-територіальної  реформи 2015 року поділявся на 1 селищну і 19 сільських рад, що об'єднують 54 населені пункти та підпорядковані Локачинській районній раді. Адміністративний центр — місто Локачі.
| №  | Назва                          | Центр             | Населені пункти                                                                           | Площа км² | Місце за площею | Населення (2001), чол. | Місце за населенням |
| -- | ------------------------------ | ----------------- | ----------------------------------------------------------------------------------------- | --------- | --------------- | ---------------------- | ------------------- |
| 1  | Локачинська селищна рада       | смт Локачі        | смт Локачі                                                                                |           |                 |                        |                     |
| 2  | Білопільська сільська рада     | с. Білопіль       | с. Білопіль с. Кути                                                                       |           |                 |                        |                     |
| 3  | Бубнівська сільська рада       | с. Бубнів         | с. Бубнів с. Линів                                                                        |           |                 |                        |                     |
| 4  | Війницька сільська рада        | с. Війниця        | с. Війниця с. Губин с. Михайлівка с. Павловичі с. Тумин                                   |           |                 |                        |                     |
| 5  | Дорогиничівська сільська рада  | с. Дорогиничі     | с. Дорогиничі с. Низькі Цевеличі с. П'ятикори                                             |           |                 |                        |                     |
| 6  | Замличівська сільська рада     | с. Замличі        | с. Замличі с. Бермешів с. Залужне                                                         |           |                 |                        |                     |
| 7  | Затурцівська сільська рада     | с. Затурці        | с. Затурці с. Великий Окорськ с. Вілька-Садівська с. Квасовиця с. Малий Окорськ с. Юнівка |           |                 |                        |                     |
| 8  | Заячицівська сільська рада     | с. Заячиці        | с. Заячиці с. Кремеш                                                                      |           |                 |                        |                     |
| 9  | Зубильненська сільська рада    | с. Зубильне       | с. Зубильне с. Семеринське с. Сірнички                                                    |           |                 |                        |                     |
| 10 | Кисилинська сільська рада      | с. Кисилин        | с. Кисилин с. Твердині                                                                    |           |                 |                        |                     |
| 11 | Козлівська сільська рада       | с. Козлів         | с. Козлів с. Роговичі с. Твориничі с. Цевеличі                                            |           |                 |                        |                     |
| 12 | Колпитівська сільська рада     | с. Колпитів       | с. Колпитів                                                                               |           |                 |                        |                     |
| 13 | Конюхівська сільська рада      | с. Конюхи         | с. Конюхи с. Защитів                                                                      |           |                 |                        |                     |
| 14 | Крухиничівська сільська рада   | с. Крухиничі      | с. Крухиничі                                                                              |           |                 |                        |                     |
| 15 | Марковичівська сільська рада   | с. Марковичі      | с. Марковичі с. Міжгір'я                                                                  |           |                 |                        |                     |
| 16 | Озютичівська сільська рада     | с. Озютичі        | с. Озютичі с. Запуст                                                                      |           |                 |                        |                     |
| 17 | Привітненська сільська рада    | с. Привітне       | с. Привітне с. Коритниця                                                                  |           |                 |                        |                     |
| 18 | Старозагорівська сільська рада | с. Старий Загорів | с. Старий Загорів с. Новий Загорів с. Хорів                                               |           |                 |                        |                     |
| 19 | Холопичівська сільська рада    | с. Холопичі       | с. Холопичі с. Журавець с. Маньків с. Мовчанів                                            |           |                 |                        |                     |
| 20 | Шельвівська сільська рада      | с. Шельвів        | с. Шельвів с. Войнин с. Гранатів с. Садівські Дубини                                      |           |                 |                        |                     |

* Примітки: м. — місто, сел. — селище, смт — селище міського типу, с. — село